# Auriculella tenella
Auriculella tenella là một loài ốc sên nhiệt đới hô hấp trên cạn, là động vật thân mềm chân bụng có phổi sống trên cạn. Nó là loài đặc hữu của Hoa Kỳ.